# Јован Крикнер
Јован Крикнер (Београд, 1887 —  Стара Пазова, 29.11.1918) био је српски економиста и учесник Балканских ратова.

## Биографија
Син је Готфрида Крикнера, трговачког агента из Београда, и Јулке, рођене Љубиша из Старе Пазове. Јованова супруга Смиља Јовановић-Крикнер је прва жена која је завршила Правни факултет у Београду (1914) и достигла положај начелника у Министарству правде. Унук му је професор Дејан Поповић. Умро је 29.11.1918. у Старој Пазови од Шпанске грознице. Брат Константнин умро је од пегавог тифуса 1915. у Гостивару. 
Завршио је Прву београдску гимназију 1905. године и дипломирао на Правном факултету 1910. године. Као студент добио је две Светосавске награде, које је додељивао краљ, и две награде из Фонда Николе Крстића као најбољи правник. Био је и председник Студентског правничког друштва. 
Иако на докторским студијама, вратио се у Србију, учествовао у балканским ратовима и стигао до Струге, где се веома разболео. Ипак је 1913. докторирао у Лајпцигу радом под насловом Industrie und Industriepolitik Serbiens, 1913. Потом је изабран за секретара Трговачке коморе и наставника Трговачке школе.
Непосредно пред Први светски рат припремио је за штампу уџбеник Народна економија, који ипак није објављен. Почетак Првог светског рата затекао га је у Аустроугарској у Ријеци, па је одмах био интерниран. Нарушеног здравља, ипак је дочекао победу савезника и тих дана умро.

## Дела
Industrie und Industriepolitik Serbiens, Halle, 1913, 

### Студије
- Потрошачке задруге: економска студија, 1908,
- Утицај правних школа на економске концепције, 1909.
- Економске идеје XIX века, 1910.